# Chelonus ruflavus
Chelonus ruflavus är en stekelart som beskrevs av Ji och Chen 2003. Chelonus ruflavus ingår i släktet Chelonus och familjen bracksteklar. Inga underarter finns listade i Catalogue of Life.